# Charles-Amédée de Savoie-Nemours
Charles-Amédée de Savoie, duc de Nemours, de Genevois et d'Aumale, comte de Gisors, marquis de Saint-Sorlin et de Saint-Rambert, Pair de France, né à Paris le 12 avril 1624 et mort à Paris le 30 juillet 1652, est un aristocrate et militaire français de XVIIe siècle.
Actif pendant la Fronde, il est tué en duel par son beau-frère, le duc de Beaufort sur la butte Saint-Roch.

## Biographie

### Origines et famille
Charles-Amédée de Savoie est le deuxème fils d'Henri Ier, duc de Genève et de Nemours, cinquième duc d'Aumale, et d'Anne de Lorraine, duchesse d'Aumale.
À la mort de son frère aîné, Louis, sixième duc d'Aumale, en 1641, il devient le chef de la Maison de Genevois-Nemours, issue de Philippe de Savoie-Nemours. Il est duc de Genevois, le septième duc d'Aumale.
Son père aide l’armée savoyarde catholique à la prise de Saluzzo, en 1588, et se bat dans la Sainte-Ligue du Dauphiné de laquelle il devient le gouverneur en 1591, avant de devenir duc de Nemours en 1595 et de combattre à Rouen et Armagnac.
En 1643, il épouse Élisabeth de Bourbon-Vendôme, dite Mademoiselle de Vendôme, fille de César de Bourbon, duc de Vendôme et de Françoise de Lorraine, duchesse de Mercœur et de Penthièvre. Elle est une nièce du feu roi Louis XIII.

### Carrière militaire
Il entre dans l’armée des Flandres en 1645 et participe à plusieurs expéditions militaires pendant la guerre de Trente Ans, à la prise de Mardyck durant laquelle il est blessé à la jambe, et à celle de Dunkerque en 1646. Il commande la cavalerie légère au siège de Courtrai.
Il prend une part active dans les troubles qui agitent la minorité de Louis XIV, s’engageant du côté des frondeurs. Lieutenant général du prince de Condé en Guyenne, il est envoyé en Flandre à la tête de l'armée des princes, en compagnie du duc de Beaufort, son beau-frère. Les circonstances n’étant guère favorables, ils ne peuvent faire subir d’importants dégâts à l’ennemi, si ce n’est lors de quelques petites victoires sans importance. Il est à nouveau blessé au combat près de Châtillon et à celui de la Porte Saint-Antoine à Paris, le 2 juillet 1652.
Il participe à un conseil institué par les grands princes partisans de la Fronde, en présence d'importants membres de l’entourage du prince de Condé. 
Le conseil sera dissous presque immédiatement après sa création, en raison d’une opposition du parti princier.
Mais la discorde s'étant mise entre lui et son beau-frère, François de Vendôme, duc de Beaufort, au sujet d'une femme, la duchesse de Châtillon, ils se battent en duel au marché aux chevaux, et Charles-Amédée est tué, le 30 juillet 1652, à l'âge de 28 ans. L'absolution lui est donnée par Jacques Geoffroi, grand vicaire de l'archidiocèse de Reims et abbé séculier de Saint-Spire de Corbeil. 
À sa mort, son frère Henri de Savoie-Nemours, archevêque de Reims, hérite de ses titres, ce qui le pousse à renoncer à sa carrière ecclésiastique et à épouser Marie d’Orléans-Longueville, fille d’Henri II d'Orléans, duc de Longueville, laquelle fut impliquée dans les événements de la fronde orchestrée par son père et sa belle-mère, Anne-Geneviève de Bourbon-Condé.

## Famille
Charles Amédée de Savoie-Nemours épouse à Paris, au Louvre, le 11 juillet 1643, Élisabeth de Bourbon-Vendôme, dite Mademoiselle de Vendôme. De cette union naissent :
- Marie-Jeanne-Baptiste (1644 † 1724), Mademoiselle de Nemours, ∞ (1665) duc Charles-Emmanuel II de Savoie (1634 † 1675).
- Marie-Françoise-Élisabeth (1646 † 1683), Mademoiselle d'Aumalle, ∞ (1, 1666) roi Alphonse VI de Portugal (1643 † 1683), séparée en 1668, ∞ (2, 1668) avec le roi Pierre II de Portugal (1648 † 1706).
- Joseph (1649 † 1649).
- François (1650 † 1650).
- Charles-Amédée (1651 † 1651).